# 畫皮之真愛無悔
《画皮之真爱无悔》，改编自电影《画皮2》。本剧是由林心如工作室、欢瑞世纪影视、宁夏电影集团、鼎龙达、华谊兄弟、麒麟影业聯合出品，由刘恺威、颖儿、白冰、乔振宇、徐正曦、茅子俊、戴君竹联合主演。本剧是林心如工作室继《倾世皇妃》、《姐姐立正向前走》后制作的第三部电视剧，並於2012年2月10日開拍。讲述一段人妖殊途的爱情故事，剧中几对痴男怨女，在真爱面前敢于舍弃一切，为爱不悔。女主角原定陈乔恩，因档期问题，改由颖儿接演女主角。地方台江阴民生频道2013年4月3日首播，同年於7月9日和15日分別在央视一套和央视八套上星开播。

## 播放平台
| 地面频道               | 國家/地區 | 播放日期      | 時間                          | 備註     |
| ---------------------- | --------- | ------------- | ----------------------------- | -------- |
| 江苏江阴民生频道       | 中国大陆  | 2013年4月3日  | 晚間7點8分                    | 一天三集 |
| 江苏张家港社会综合频道 | 中国大陆  | 2013年4月3日  | 晚間8點55分                   | 一天三集 |
| 上星频道               | 國家/地區 | 播放日期      | 時間                          | 備註     |
| 央视一套               | 中国大陆  | 2013年7月9日  | 下午1點30分                   | 一天四集 |
| 央视八套               | 中国大陆  | 2013年7月15日 | 晚間7點                       | 一天四集 |
| 海外首播               | 國家/地區 | 播放日期      | 時間                          | 備註     |
| Astro全佳HD            | 马来西亚  | 2013年12月8日 | 每周日 1pm                    |          |
| 台視主頻               | 臺灣      | 2016年2月18日 | 每週一至週四 15:00            |          |
| Channel One            | 泰國      | 2016年4月24日 | 每週五-週日01:00/11:30和18:20 |          |

註：
1. ↑  以播映時間先後排列

## 演員表
以下劇透以42集版本為主

### 主要演員
| 演員   | 角色   | 配音   | 介紹 |
| 刘恺威 | 王英   | 姜广涛 | 王生后代，为人正直憨厚，对爱懵懂憨直，武功卻是“人间高手”。 当年小唯因痛愤在王生颈上留下一爪痕，此缘不灭缠绵数十代，导致王英也与生俱来这一道胎记。王家虽没落，只剩他一人。但王家家训和早亡的父母教诲，教他远离儿女私情，大好男儿当保家卫国，建功立业，重振家门。所以，王英对男女感情木纳迟钝，本能地不想牵涉情爱中，所以在公主李静对王英暗生情愫，赠其金刀定情，后又追随边疆时，王英先是不自知，终于知晓后又刻意回避。他的善良宽厚，赢得李静和小唯的好感，他的迟钝和优柔寡断，摇摆不定也令李静和小唯因其感情对象混沌不明，而互相猜忌。 遇到小唯时，他有似曾相识之感，情不自禁被吸引。小唯又表现的柔弱无助，所以，他觉得小唯更需要呵护陪伴，也更适合自己。面对李静的痴心相待，他因为愧疚和道义保护和照顾她。但人妖殊途，最终也没能得到小唯的爱並目送她離開人間。大結局和静公主一起走江湖。 |
| 颖儿   | 静公主 | 刘露   | 拥有“金凰心窍”的大唐公主，深得大唐皇帝宠爱，喜爱武艺，被赐天罗金刀。 天之娇女，卻有男孩心性，有巾帼之风，但也有女儿家的柔肠百转千回和心机。对她而言公主的身份是一种负担，她渴望离开宫廷。对和亲之事她深恶痛绝。一心向往跃马江湖，像个平常女子自由生活，向往无拘无束的平民生活，与王英是结拜兄妹却痴恋于他，知王英因她的公主身份有所排斥，不惜放低自己，甚至迷失，只为得到王英的感情。 她曾逼王英比武，因而伤及额头留下了一道伤疤，起初她并不太在意，但皇宫的勾心斗角和公主的责任和身份令她难以承受。她毅然出逃寻找王英，渴望与他相伴，做个普通的女儿家。王英于她不仅是钟情对象，也代表着她一直向往追求的平常人生。是她即使得知了小唯的真实身份，为了博取王英的宠爱，她不惜与小唯以心换颜。大結局和王英浪跡天涯。                                                                         |
| 白冰   | 小唯   | 季冠霖 | 千年狐妖，爱情是她的死穴，一旦用情，奋不顾身飞蛾扑火。 狐族青夫人与狐奴私通所生（青夫人一时放纵，后狐奴威胁告知狐王，只得痛下杀手，将狐奴灭口）。年幼时无人照管，並因掀倒青夫人的丹炉导致烧毁真身，只能以画皮的形态在人间行走。 当年与王生相恋，並为救王生不惜牺牲自己的千年妖灵，後被狐族卫士押入寒冰地狱经历寒冰地狱之苦，仍旧痴狂去追寻所“爱”。青夫人不忍看女儿遭此劫难，派禽妖彩雀趁寒冰地狱主人浮生不在时救出小唯。但失去妖灵的小唯需在血月月食前吞吃同源一心之人的心脏，方可化身重新做人。最后幡然悔悟，发现自己追寻的只是心中的“温暖”，并不爱王英。大結局陪浮生回寒冰地狱修行。 |
| 乔振宇 | 郑吉   | 王凯   | 万古族的二王子，骁勇善战。 虽然身为苗族二王子，但其实是司徒与汉人郑夫人之子，因其母是汉人，自幼遭到万古族王后的打压，备受欺凌。后被初恋抛弃又受奸人所害被迫離開万古族。被王英等人所救，并在李静的帮助下，成为大唐将士。与王英李静等人成为朋友，並愛上静公主。 得知身世后，因是半妖半人而自卑，性格变的更为偏激，担心于自己半妖身份泄露。司徒和苗族王后以其母郑夫人性命相逼，胁迫郑吉为己所用，一起图谋天下，父子俩互相利用，剧情后期母亲被害死，再加上李静钟情王英，更令郑吉性格大变，妖性难以控制，变得阴狠狡诈和不择手段，勾结兰妃司徒控制唐宫和万古族，又利用莲儿打击庞郎和王英，挑唆李静画皮，好让李静变得不人不妖，更能与自己相配。大結局夺得武状元，但心底仍存的人性令郑吉不忍对李静下手，最终被静公主挖心而死。                                                                   |
| 徐正曦 | 肖阳   | 边江   | 小侯爷，王侯世家，亡故的肖皇后是一族，与李静是青梅竹马的表亲。 自命风流倜傥，愛好风花雪月，爱一切美丽的事物，美色、美食、美衣、美物…自恋挑剔並有洁癖，性格跳脱且夸张，经常穿得华丽多变（唐服、胡服等），因而常被李静笑称比女子还矫气。 与王英、静公主结拜成三兄妹。曾经认为以后李静若无合适人嫁，嫁给他也行，实则只当李静是家人妹妹宠溺维护。碰到小唯后，又被小唯美色所惑，爱美之心下，狂追痴缠，闹出许多笑话。与李静的侍卫阿漠虽相识多年，但嫌阿漠貌丑又刻板冷漠，无趣至极，躲之唯恐不及，经常是针锋相对，两看两厌。 在阿漠失魂变成了个天真痴傻期間照顾她, 并产生情愫，最终阿漠恢复神智。大結局和阿漠在一起。 |
| 茅子俊 | 庞郎   | 张杰   | 除妖师。怀抱除妖惩恶的梦想，但又贪财贪吃好玩，缺乏修仙天分和受苦受累的耐性，过度热心有些啰嗦。 每天乐于与彩雀拌嘴，是一对欢喜冤家。在剧情后期他发现了彩雀的真实身份，却也爱上了彩雀，因而决心不顾人妖之界，和彩雀相恋，後被师姐阿莲誤傷變瞎。最后彩雀把自己的修为换了他的眼睛。大結局和变回雀鸟的彩雀一起寻找神珠，恢复彩雀人型。 |
| 戴君竹 | 彩雀   | 乔诗语 | 雀妖。可爱又俏皮，热心肠爱热闹，冲动。 受恩人青夫人嘱咐帮助小唯逃脱冰寒地狱，並一起寻找小唯同源异心之人。 最喜欢的事情就是和庞郎斗嘴，看他的笑话。她不明白小唯为人世情爱所困的心情，直到自己与庞郎相恋，才渐悟人世间的冷暖。总是怂恿小唯要为自己着想，几番要求小唯取静公主的心。大結局用修为换了庞郎的眼睛暂时无法恢复人形，和庞郎一起寻找神珠來恢复人型。 |

### 其他演員
| 演員   | 角色     | 配音   | 介紹 |
| 杨凯淳 | 阿莲     | 纪元   | 庞郎师姐，与师弟庞郎一样，也是个半调子的除妖师。 虽比庞郎年纪小，但因是庞郎师父的女儿，所以像个管家婆似处处管束庞郎。后来庞郎和王英李静等平常人以及小唯郑吉彩雀相熟，总觉得师弟被别人抢走，更是不满，时常提醒庞郎身为除妖师应刻苦修行，不应耽于世俗玩乐，要和彩雀保持距离。可惜弄巧成拙，反将庞郎推得更远，而彩雀为了气她，更与庞郎交好，和彩雀互斗吵闹不休，庞郎夹在中间，狼狈不已。后來阿莲发现彩雀是妖，屡次设计向庞郎揭破彩雀的身份，可惜庞郎对彩雀已情根深重，甚至愿意放弃除妖师的身份，令阿莲难过不已，被郑吉利用对付小唯和彩雀，因而与庞郎反目成仇。剧情后期爱上郑吉，后察觉郑吉的阴谋，后悔不迭，舍命施下法术，除去郑吉妖性,让其转变成人。 |
| 王雨   | 浮生大人 | 严明   | 石神，震天神石化身。掌管寒冰地狱。 冷心冷面，被狐妖小唯嘲讽其是“无心顽石”，不懂人间真情。在小唯逃脱其間因担心小唯身体无法支撑，一路追到黑泉镇试图带回小唯。因看管寒冰地狱每日守护小唯而暗生情愫，却发现小唯早已深爱王英，只能暂时化身成人，守护在小唯身旁。大結局他用神力，将时空逆转回大战之前，又牺牲自己以帮助小唯挡去血月之劫，最后小唯和变回石头的浮生回寒冰地狱修行。 |
| 王琳   | 青夫人   | 张凯   | 小唯母亲。和司徒巫师是同门师兄妹关系。 妖狐族族长之妻，曾经部落的第一美人。因怨恨丈夫修仙冷淡，酒醉时与狐奴偷情，生下女儿小唯，但只能偷偷抚养她长大，她爱女如命，但更多的是愧疚。在女儿受伤无法保持容颜后，她亲手杀人为其取皮。当女儿被困于寒冰地狱，她又找来彩雀救出小唯。 |
| 肖荣生 | 司徒巫师 |        | 郑吉的亲生父亲。 原为身份低微的妖狐族人，忍辱负重，信守一将功成万骨枯。年轻时喜欢青夫人，但青夫人嫁给狐王，司徒意识到无权势就永远得不到他想要的，离开狐族，到人间为苗族王卖命，行事冷静狡猾，有着想夺取天下，成为人间之主的野心。看似讨好苗后和大王子，实则为自己和亲生儿子郑吉铺平道路。 |
| 郝泽嘉 | 阿漠     | 阎萌萌 | 静公主的贴身侍卫，性格睿智冷静英勇果敢，与静公主和肖阳青梅竹马。 在剧情后期失魂和记忆，变成单纯如稚子。最后恢复，大結局和肖阳在一起。 |
| 王九胜 | 树妖     | 吴凌云 | 花妖芙蕖和兰妃（曼陀罗花妖）的义父。 |
| 贺生伟 | 皇帝     |        | 静公主父亲，对静公主呵护备至。 |
| 王紫瑄 | 花妖芙蕖 | 邱秋   | 树妖的义女。被打散了元神，剧情后期和小唯一样必须吃人心才能维持人形，最后被彩雀打回了原型。 |
| 刘宇   | 冰蛇     |        | 浮生大人手下，協助他捉狐妖小唯。 |
| 李莎   | 苗族王后 | 李世荣 | 为了大王子方寸大乱失去理智，在旁人的唆使下，走上了万恶的“救子之路”。 |
| 衣珊   | 兰妃     |        | 花妖，树妖之义女。喜欢权势, 不爱修行。 |

## 電視原聲
| 曲序 | 曲目               |        | 作曲 | 演唱者        |
| ---- | ------------------ | ------ | ---- | ------------- |
| 1.   | 《落叶》（片头曲） | 栗錦   | 栗錦 | 刘恺威、白 冰 |
| 2.   | 《飞花》（片尾曲） | 李铁婷 | 刚   | 刘恺威        |
| 3.   | 《葬心》（插曲）   | 玉镯儿 | 张旭 | 白 冰         |

## 其他
和电影版《画皮2》一样，电视剧版《画皮2》讲述了王生后代王英与大唐公主李静、狐妖小唯之间唯美的故事；但是电视剧《画皮2》在在电影版的基础上，加入了郑吉、浮生等角色，感情线上王英、李静、小唯三人之间的痴缠爱情外，庞郎与彩雀的爱情故事也得到了重墨描述，还新增加了肖阳和阿漠这对情侣的感情线 。

## 收視率
CCTV-8(CSM46)的收視率
| 日期      | 集数   | 收视率 | 收视分额 | 排名 |
| --------- | ------ | ------ | -------- | ---- |
| 2013-7-15 | 1~4    | 0.527  | 1.469    | 12   |
| 2013-7-18 | 01、02 | 0.425  | 1.283    | 12   |

前36集平均收視率達0.69%，平均收視份額達5.89%。
CCTV-1的收視率
| 日期      | 集数 | 收视率 | 收视分额 | 排名 |
| --------- | ---- | ------ | -------- | ---- |
| 2013-7-11 |      | 0.66   | 5.63     |      |

## 外部連結
- 《画皮之真爱无悔》的新浪微博（简体中文）
- 《画皮之真爱无悔》央視專題（简体中文）

## 電視節目的變遷
| 马来西亚 Astro全佳HD 週末高清鉅獻 每逢星期日連播五集，星期一至五每天重播一集 | 马来西亚 Astro全佳HD 週末高清鉅獻 每逢星期日連播五集，星期一至五每天重播一集 | 马来西亚 Astro全佳HD 週末高清鉅獻 每逢星期日連播五集，星期一至五每天重播一集 |
| ---------------------------------------------------------------------------- | ---------------------------------------------------------------------------- | ---------------------------------------------------------------------------- |
|                                                                              | 画皮之真爱无悔 （2013年12月8日－2014年2月9日）                               |                                                                              |
| 赵氏孤儿 （2013年10月6日－12月1日）                                          | 最美的时光 （2014年2月16日－2014年4月27日）                                  |                                                                              |

| 臺灣 台視主頻 每週一至週四 15:00 - 16:00   | 臺灣 台視主頻 每週一至週四 15:00 - 16:00       | 臺灣 台視主頻 每週一至週四 15:00 - 16:00 |
| ------------------------------------------ | ---------------------------------------------- | ---------------------------------------- |
|                                            | 畫皮之真愛無悔 （2016年2月18日－2016年5月2日） |                                          |
| 白蛇後傳 （2015年12月22日－2016年2月17日） | 消費情報讚（重播）                             |                                          |